# Siège de Heemskerk
guerre des Hameçons et des Cabillauds
Le siège de Heemskerk eut lieu entre le 4 décembre 1358 et le 24 mars 1359 lors des nombreuses échauffourrées de la guerre des Hameçons et des Cabillauds. Le siège a duré plus de onze semaines.
La raison principale de ce siège fut l'attaque qui a été commise contre le bailli Renaud Ier de Brederode près de Castricumerzand. Renaud a réussi à survivre à cette attaque in extremis et en conséquence, il a assiègé le château de Heemskerk. Le château abritait les auteurs présumés de l'attaque, et le seigneur Wouter van Heemskerk était également soupçonné d'être l'instigateur de toute cette affaire.
Ce n'est qu'à la date du 12 novembre 1358 que le comte de hollande, Zélande et de Hainaut, Albert Ier de Hainaut, apprit la tentative d'assassinat sur l'huissier du Kennemerland mais également que les auteurs présumés étaient rassemblés au Château de Heemskerk. Le 24 novembre 1358, la victime, Renaud Ier de Brederode se retrouvait à la tête d'une petite armée devant les portes du château. Il commandait 40 cavaliers dont 6 archers à cheval. Albert envoya quelques renforts supplémentaires de La Haye et de Heusden, ce qui permit d'obtenir une force de siège d'environ 200 hommes. Après Noël, pour des raisons peu claires, le commandant en chef du siège, le seigneur de Brederode se fit remplacer par Dirk van Polanen. Le 24 mars 1359, le seigneur du château, Wouter van Heemskerk, décida de se rendre. Cela permit de juger les auteurs présumés à Castricum, bien que ceux qui n'avaient rien à voir avec le crime furent graciés.